# 15 лет Казахстана
15 лет Казахстана (каз. 15 жылдық Қазақстан) — село в районе имени Габита Мусрепова Северо-Казахстанской области Казахстана. Входит в состав Шукыркольского сельского округа. Код КАТО — 596669500.

## Население
В 1999 году численность населения села составляла 306 человек (154 мужчины и 152 женщины). По данным переписи 2009 года, в селе проживало 243 человека (123 мужчины и 120 женщин).